# Păcălești
Păcălești – wieś w Rumunii, w okręgu Bihor, w gminie Drăgănești. W 2011 roku liczyła 223 mieszkańców.